# Leonimo
Leonimo (in greco antico: Λεόνιμος?, Leónimos; Crotone, ... – Leucade, ...; fl. VI secolo a.C.) è stato un militare greco antico, più volte citato da Strabone, Cicerone (De natura deorum), Plutarco, Giustino, Pausania e Conone (Cronistoria).

## Biografia
Secondo la leggenda, combatté insieme a Formione nella battaglia della Sagra dove si fronteggiarono le truppe crotoniate e quelle locresi.
Ferito gravemente da Aiace, Re dei Locresi, andò a consultare l'Oracolo di Delfi, che gli disse di recarsi all'isola di Leuca; vi trovò Achille ed Elena regnanti in quelle terre. Elena consigliò a sua volta a Leonimo di recarsi da Stesicoro per riferirgli che la cecità di cui era affetto la ebbe per il castigo ricevuto dall'Olimpo, a causa dell'indecorosità dei versi da lui citati e indirizzati a quest'ultimo. Alla fine vennero entrambi guariti.